# 福江島分屯基地
座標: 北緯32度45分40秒 東経128度40分4秒 / 北緯32.76111度 東経128.66778度
福江島分屯基地（ふくえじまぶんとんきち、JASDF Fukuejima Sub Base）とは、長崎県五島市三井楽町嶽770-1に所在し、第15警戒隊が配置されている航空自衛隊春日基地の分屯基地である。標高183mの京ノ岳山頂部にある。その他に、福江島着陸場（三井楽町浜ノ畔郷。幅50m、長さ900mの滑走路1本）がある。
分屯基地司令は、第15警戒隊長が兼務。

## 配置部隊

### 西部航空方面隊隷下
- （西部航空警戒管制団）
  - 第15警戒隊

### 作戦情報隊隷下
- （電波情報収集群）
  - 第4収集隊